# Royals de Trois-Rivières
Les Royals de Trois-Rivières (Royaux de Trois-Rivières) sont une équipe de baseball, située à Trois-Rivières au Québec, ayant évolué de 1939 à 1955. Ils ont joué leurs parties à domicile au Stade municipal de Trois-Rivières. Entre 1950 et 1955, l'équipe fut affiliée à trois différentes formations de la Ligue majeure de baseball.

## Histoire
Ils ont débuté sous le nom de Renards de Trois-Rivières lors de la saison 1939 et ont joué dans la Ligue provinciale du Québec et la Ligue canadienne-américaine originale de 1940 à 1942, lorsque la ligue a été fermée en raison de la Seconde Guerre mondiale. L'équipe est revenue en 1946 en tant que Royals de Trois-Rivières, affiliée aux Dodgers de Brooklyn jusqu'en 1950. En 1951, l'équipe a déménagé à la Ligue provinciale en tant qu'équipe indépendante avant de devenir affiliée aux Yankees de New York en 1952 et a changé de nom pour Yankees de Trois-Rivières. De 1954 à 1955, ils étaient affiliés aux Phillies de Philadelphie connus sous le nom de Phillies de Trois-Rivières. Lorsque la ligue cesse ses opérations en 1955, l'équipe disparaît simultanément.